# Henry Harold Peter Baker
Pour les articles homonymes, voir Henry Baker et Baker.
Henry Harold Peter Baker  (24 novembre 1915-4 mars 2004) est un homme politique municipal et provincial canadien de la Saskatchewan. Il occupe le poste de maire de Regina de 1958 à 1970 et de 1973 à 1979 et siège à l'Assemblée législative de la Saskatchewan à titre de député d'abord du CCF et ensuite du Nouveau Parti démocratique (NPD) de Regina East de 1964 à 1967, de Regina South East de 1967 à 1971, de Regina Wascana de 1971 à 1975 et de Regina Victoria de 1975 en 1982.

## Biographie
Né à Lipton (en) en Saskatchewan, Baker étudie au Regina Teachers' College. Il enseigne plusieurs années dans l'Aviation royale canadienne pour le personnel aérien affecté à la Seconde Guerre mondiale. En 1944, il devient secrétaire de la Commission des Services publics de la Saskatchewan.

## Carrière politique
Servant comme conseiller dans le conseil de la ville de Regina, il sert comme maire de 1958 à 1970. Défait par Harry G. R. Walker (en) en 1970,, il reprend son poste en 1973 jusqu'en 1979 et devient le maire ayant servi le plus longtemps à ce poste
Il meurt à Regina à l'âge de 88 ans. Pour lui rendre hommage, la salle du conseil est renommée en son honneur et la ville créer la bourse Henry Baker Scholarship Program.